# Municipio de West Lakeland
El municipio de West Lakeland (en inglés: West Lakeland Township) es un municipio ubicado en el condado de Washington en el estado estadounidense de Minnesota. En el año 2010 tenía una población de 4046 habitantes y una densidad poblacional de 123,22 personas por km².

## Geografía
El municipio de West Lakeland se encuentra ubicado en las coordenadas 44°58′37″N 92°48′54″O / 44.97694, -92.81500. Según la Oficina del Censo de los Estados Unidos, el municipio tiene una superficie total de 32.84 km², de la cual 31.92 km² corresponden a tierra firme y (2.8%) 0.92 km² es agua.

## Demografía
Según el censo de 2010, había 4046 personas residiendo en el municipio de West Lakeland. La densidad de población era de 123,22 hab./km². De los 4046 habitantes, el municipio de West Lakeland estaba compuesto por el 92.88% blancos, el 0.94% eran afroamericanos, el 0.37% eran amerindios, el 3.66% eran asiáticos, el 0.02% eran isleños del Pacífico, el 0.42% eran de otras razas y el 1.71% pertenecían a dos o más razas. Del total de la población el 2.05% eran hispanos o latinos de cualquier raza.